# 청소년 올림픽

청소년 올림픽 경기 종목

청소년 올림픽(영어: Youth Olympic Games, 프랑스어: Jeux olympiques de la jeunesse)은 올림픽과 같이 전 세계적인 청소년 스포츠 대회이다. 4년마다 동계 청소년 올림픽과 하계 청소년 올림픽이 번갈아가며 개최된다. 선수들의 나이는 14~18세로 제한된다. 경기 종목과 같은 것은 IOC 회장인 자크 로게가 2001년에 구상을 했다. 2007년 7월 6일에 과테말라 시에서 열린 제119차 IOC 총회에서 청소년 버전의 올림픽 경기의 개최를 승인했다.
하계 올림픽은 크게 잡으면 12일정도 열리며 2010년 여름중순에 1회 대회가 개최됐다. 겨울 올림픽은 최대 9일간 열리며 2012년 초기에 1회대회가 개최됐다. IOC는 하계 올림픽에 최대 3,500명의 선수단과 875명의 임직원이 올것으로 보고 있으며, 동계 올림픽에 최대 970명의 선수단과 580명의 임직원이 올것으로 보고 있다.
2년마다 동/하계 대회가 열리는 유러피안 유스 올림픽 페스티벌(European Youth Olympic Festival)과 같이 청소년을 대상으로 한 대회는 성공여부가 입증되었다. 유스 게임이 이 대회들을 본보기로 보고 따라했지만 1998년에 세계 유스 게임이 모스크바에서 처음이자 마지막으로 열렸다. 그 이후로 청소년 올림픽이 청소년대상 국제대회를 계승하게 되었다.

## 개최 도시의 의무 사항
개최 도시가 일시적인 구조물이나 올림픽 선수촌을 제외하고 주요 경기시설을 지을 필요가 없다는 것은 심한 압박감을 주었다. 또한 모든 경기는 개최 도시 내에서만 열려야 하며 다른 도시에서는 경기를 할 수 없다. 입후보 절차에 의하면 개최식과 폐막식이 열릴 트랙&필드 경기장의 수용인원은 10,000명 이상이어야 하며 개최도시는 수영 경기장의 수용인원이 2,500명 이상인 곳을 가지고 있어야 한다.(하계의 경우)
교육과 문화도 이 젊은 선수들에게 있어서 주요 구성요소이다. 교육과 문화적인 면을 선수 및 참가자에게만 적용시키는 것이 아니라 전 세계의 젊은이, 개최도시의 주민들, 주변도시들에게도 적용된다. 다개국어, 다문화, 다연령은 "아는 것을 배우고, 되는 것을 배우고, 하는 것을 배우고, 공존(共存)하는 것을 배운다"(Learning to know, learning to be, learning to do, and learning to live together.)에 중점을 두는 프로그램의 목표이다.
각국 선수단은 적어도 4명의 선수를 보낼 수 있다. 170개국이 2010년 청소년 올림픽에 참가할 것으로 예상된다.(현재 올림픽에 선수들을 보내는 국가 올림픽 위원회(NOC)는 200개 이상 있다.) 참가자들은 나이별로 묶이는데 예를 들면 14-15살, 16-18살 이렇게 묶인다. 어느 자료에서는 18개월전에 선수들이 선택될 것이며 몇몇 종목에서는 12살이나 어린 선수를 보내는 것을 제안하기도 했다고 한다. 다른 보고서에서는 예선전(가이드라인이 2008년 가을에 정해짐.)이 2009년 12월과 2010년 5월 사이에 열릴 것 이라고도 한다. 적어도 IOC회원중 하나는 모든 국가에서 가장 적은 팀을 파견하는 국가는 미디어, 국가의 관심이나 선수에게도 이목을 끄는 데 실패할 거라고 예상하기 때문에 이 계획에 대해서 비난한다.

## 재정
하계 올림픽에는 약 3000만 달러가 들 것으로 예상되며 동계 올림픽 때는 1500만~2000만 달러가 들 것으로 예상된다. 먼저 인프라와 숙박시설을 구축한다. IOC는 개최도시에게 여행비용을 지불하며 선수와 심판에게 방과 식사를 제공한다. 이 비용은 약 1100만 달러가 들 것으로 예상된다. 이 기금은 IOC가 축적한 자금에서 제공되며 세입은 아니다.
2010년 하계 청소년 올림픽 후보지였던 싱가포르와 모스크바는 각각 7500만 달러와 1억 7500만 달러를 들였는데 예상비용보다 훨씬 높았다. 저비용으로 입후보를 했던 도시는 빨리 떨어졌다. 2012년 동계 청소년 올림픽 후보지였던 인스부르크와 쿠오피오는 각각 2200만 달러와 1400만 달러를 들였다. IOC가 "비용을 치를 것"으로 시작되었지만 1500만~3000만 달러만 지원해줄 수도 있으므로 아직까지는 미지수이다.

## 올림픽과의 차이점
정식 종목은 올림픽하고 같다. 하지만 세부 종목 등의 수를 동시에 줄인다. 예를 들어서 IOC의 계획에 의하면 26개의 종목중, 수상 종목에서 수구와 아티스틱스위밍은 제외된다. 슬라럼과 카누는 경기 종목에 포함된다. 농구는 바깥에서 열리며 가끔씩은 선수 인원도 줄이는 길거리농구로 겨룰 가능성이 있다. 사이클에서는 산악 자전거와 BMX가 있으며 도로와 트랙 경기는 제외되었다. 야구와 소프트볼 또한 제외되었다. 결국엔 다른 종목들은 각 경기별 국제경기연맹이 찬성하느냐 반대하느냐에 따라 달려있다. 2007년 11월에 근대5종경기가 포함되며 요트도 포함된다.
동계 올림픽 때는 7개 정식종목이 들어간다. 루지와 봅슬레이는 부상자가 발생할 잠재적인 위험과 세계적으로 시설이 부족하므로 새 시설을 짓는 것을 제한하고 있다. 2012년 동계 청소년 올림픽의 개최지 경쟁 중에 한 도시는 그래도 봅슬레이/썰매 시설을 짓겠다고 했었고(하얼빈) 한 도시는 봅슬레이를 종목으로 넣지 않겠다고 했다.(쿠오피오)

## 역대 개최지

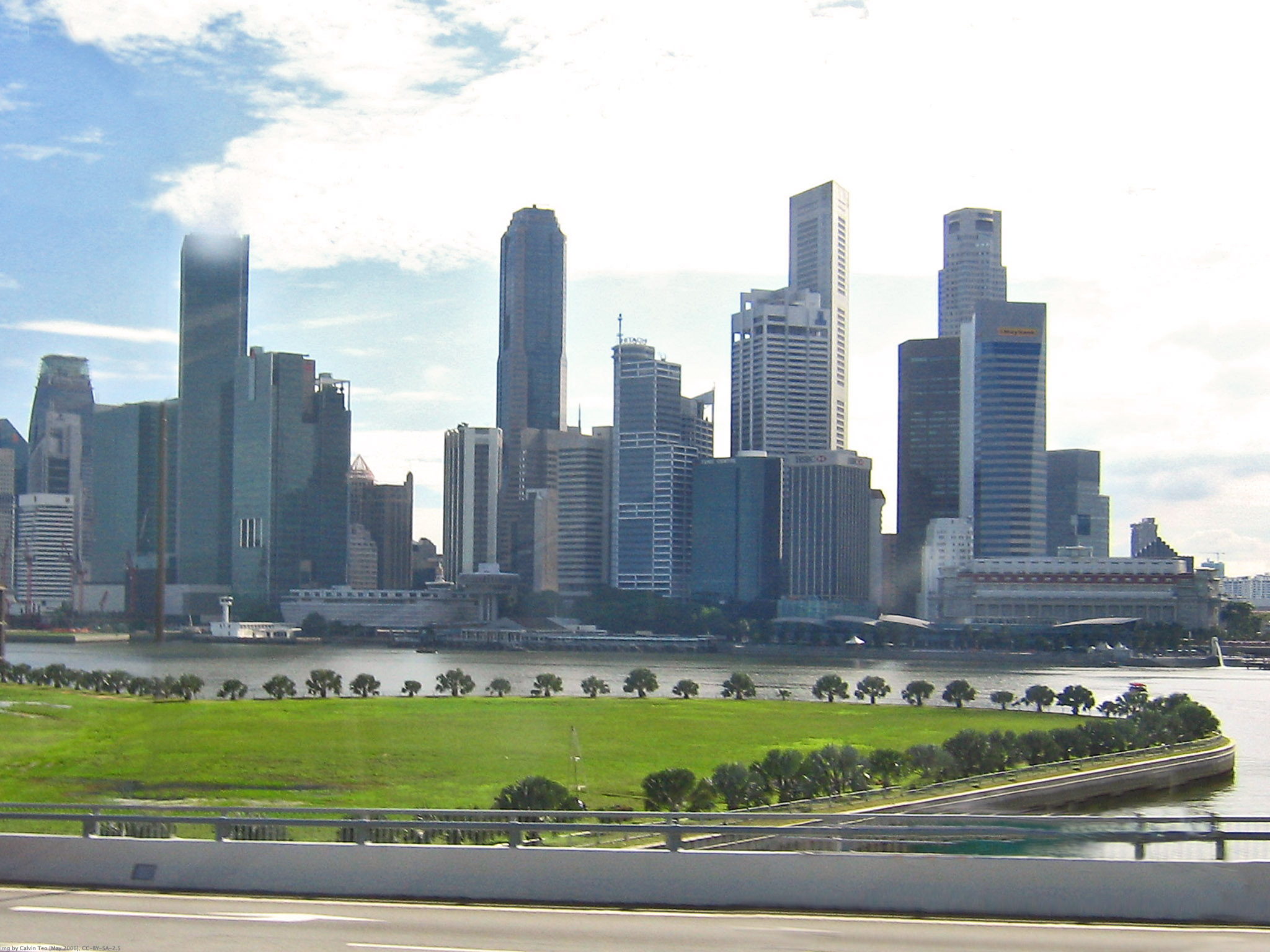
싱가포르, 2010년 하계 청소년 올림픽 개최지.

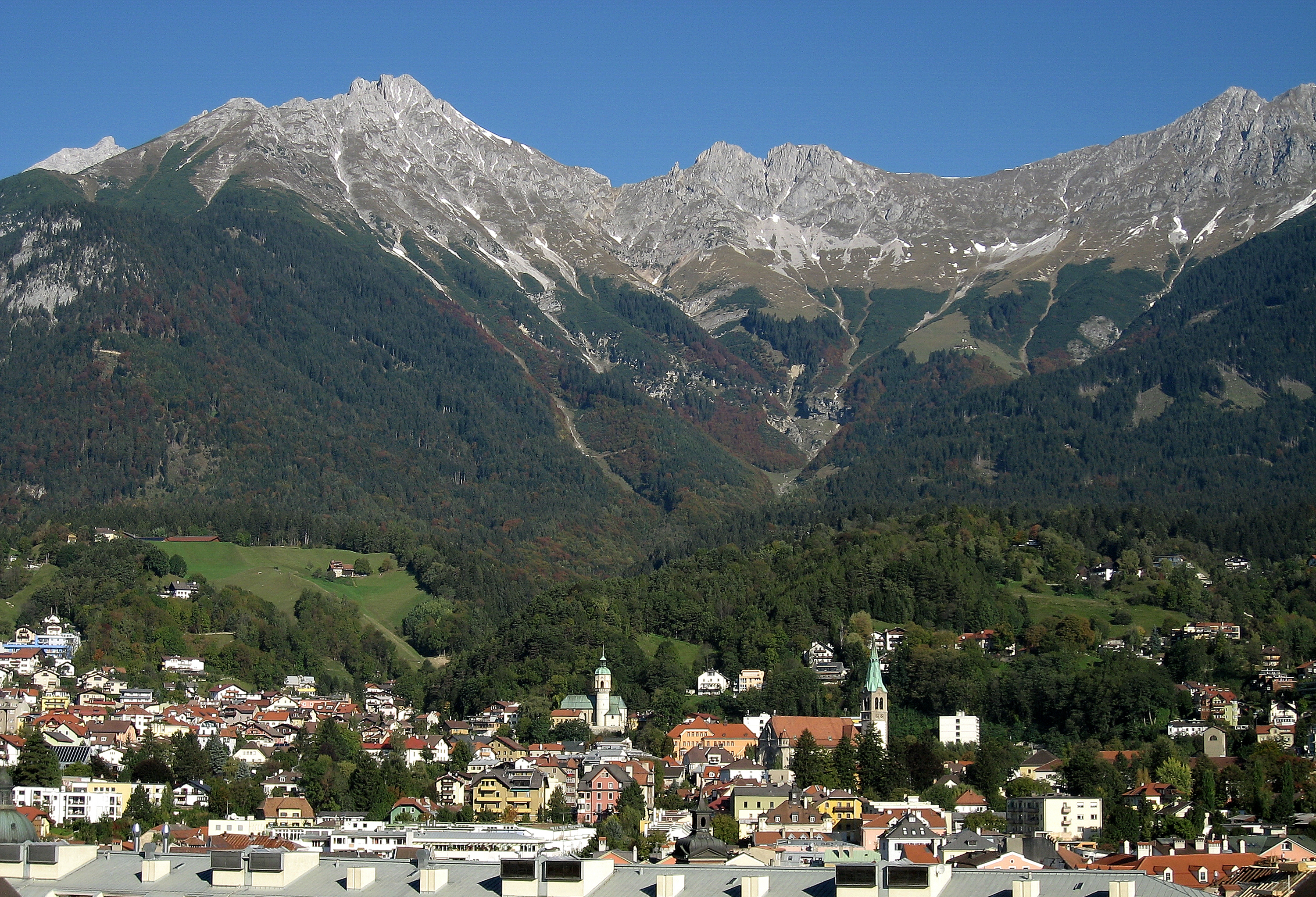
인스부르크, 2012년 동계 청소년 올림픽 개최지.

2007년 11월 초에 아테네, 방콕, 싱가포르, 모스크바, 토리노가 IOC에 의해 최종후보지로 뽑혔다. 2008년 1월, 후보지는 점점 모스크바와 싱가포르로 압축되는 양상을 띄웠다. 결국 2008년 2월 21일에 스위스 로잔에서 싱가포르가 모스크바를 53대 44로 꺾고 2010년 하계 청소년 올림픽 개최지로 선정되었다. 싱가포르는 정식종목을 26개 선정했다.
2008년 10월 2일에 IOC가 IOC상임이사회를 열고 2012년 동계 청소년 올림픽의 최종후보지로 네도시를 선정했다고 발표했다. 네 도시는 중국의 하얼빈, 오스트리아의 인스부르크, 핀란드의 쿠오피오, 노르웨이의 릴레함메르였다. 자크 로게 IOC위원장은 페르닐라 위버그(Pernilla Wiberg)를 이 프로젝트를 분석하는 위원회장으로 지명했다. 하계 청소년 올림픽과 마찬가지로 2008년 11월에 인스부르크와 쿠오피오, 이렇게 두 도시가 남게되었다. 2008년 12월 12일에 인스부르크가 쿠오피오를 꺾고 2012년 동계 청소년 올림픽의 개최지가 되었다.
2010년 동계 올림픽이 열리기 직전인 2010년 2월 10일 2014년 하계 청소년 올림픽 개최지가 발표되었다. 중국 난징이 폴란드의 포즈난을 꺾고 개최지로 선정되었다.

### 하계 대회
| 연도 | 횟수 | 올림픽                 | 개최도시         |
| ---- | ---- | ---------------------- | ---------------- |
| 2010 | I    | 1회 하계 청소년 올림픽 | 싱가포르         |
| 2014 | II   | 2회 하계 청소년 올림픽 | 난징             |
| 2018 | III  | 3회 하계 청소년 올림픽 | 부에노스아이레스 |
| 2026 | IV   | 4회 하계 청소년 올림픽 | 다카르           |
| 2030 | V    | 5회 하계 청소년 올림픽 | 미정             |

### 동계 대회
| 연도 | 횟수 | 올림픽                 | 개최 도시  |
| ---- | ---- | ---------------------- | ---------- |
| 2012 | I    | 1회 동계 청소년 올림픽 | 인스브루크 |
| 2016 | II   | 2회 동계 청소년 올림픽 | 릴레함메르 |
| 2020 | III  | 3회 동계 청소년 올림픽 | 로잔       |
| 2024 | IV   | 4회 동계 청소년 올림픽 | 강원       |
| 2028 | V    | 5회 동계 청소년 올림픽 | 미정       |